# Замок Баллінафад
Замок Баллінафад (англ. Ballinafad Castle, ірл. Caisleán Béal an Aith Fada) — Кашлен Бел ан Айх Фада — один із замків Ірландії. Назва перекладається як «Замок Роту Довгого Броду». Розташований в графстві Слайго біля озера Лох-Арроу. Замок в руїнах. По конструкції замок має невелику центральну площу і величезні вежі в кожному кутку. Вежі закруглені на зовнішній стороні і в сторону площі на внутрішній стороні. Архітектура замку є типовою для замків Ірландії ХІІІ століття.

## Історія замку Баллінафад
Замок Беллінфед також відомий як Замок Куликів. Він був побудований в 1590 році для захисту проходу через гори Курл'ю-хілл (Пагорби Куликів). Змок побудований в часи так званої Девятирічної війни капітаном Джоном Сент-Барб на землі, що була йому надана королем Англії Джеймсом І. Замок мав гарнізон, яким командував Джон Сент-Барб. У 1595 році на замок напали ірландські повстанці під проводом Х'ю О'Доннелла Рудого. Замок був частково зруйнований. З 1610 по 1626 рік у замку був невеликий ірландський гарнізон. Замок був обложений у 1641 році під час так званої «Війни Трьох Королівств» — громадянської війни на Британських островах. Гарнізон замку вимушений був здатися внаслідок того, що в замку закінчилась вода. У 1680 році замок був закинутий і більше не використовувався, поступово перетворюючись на руїни.
Поруч розташована місцина Каррік-на-Шеннон, що містить дамбу, болотисту місцину. Поруч селище з такою ж назвою. Більшість туристів відвідують цей район для рибної ловлі та на човнах. У місті проходить тижневий музичний фестиваль води, і є центр мистецтв під назвою Док-Арт, що розташований у відреставрованому будинку суду 19-го століття.